# Агрон Сулай
Агрон Сулай (алб. Agron Sulaj, 25 січня 1952, Вльора — 8 квітня 1996) — албанський футболіст, що грав на позиції захисника, а згодом — тренер.

## Ігрова кар'єра
Починаючи із 1970 року виступаа за «Фламуртарі», кольори якої захищав протягом наступних дев'яти років. 1978 року був змушений передчасно завершити ігрову кар'єру через важку травму.

## Кар'єра тренера
Розпочав тренерську кар'єру відразу ж по завершенні кар'єри гравця, 1978 року, залишившись у клубній системі «Фламуртарі» і ставши наймолодшим головним тренером в історії рідного клубу.
Згодом у 1985–1987 та протягом частини 1990 року очолював тренерський штаб національної збірної Албанія.
У 1991–1992 роках працював в Італії, де тренував дублерів «Потенци».
Помер 8 квітня 1996 року на 45-му році життя.